# ノッティング・ヒルビリーズ
ノッティング・ヒルビーズ（英：Notting Hillbillies）は、イギリスで結成されたロックバンド。メンバーはダイアー・ストレイツのリーダーであるマーク・ノップラーと、同じバンドのキーボーディストのガイ・フレッチャー、そしてノップラーの友人で同じくミュージシャンのスティーヴ・フィリップスとブレンダン・クロッカーの4人。
当初、スティーヴ・フィリップスのソロ・アルバムのプロジェクトだったものが、音楽プロデューサーとして関わっていたノップラーの提唱でバンド・プロジェクトに変わったことが結成のきっかけ。1990年にアルバム『ミッシング (Missing...Presumed Having a Good Time)』をリリース。ヨーロッパを中心に好セールスを記録。その後、主に1000人規模の中ホールを中心にヨーロッパ・ツアーを敢行。いくつかのフェスティバルにゲストとして出演するも、その後はライブのための一時的な再結成以外の活動をしていない。
ノップラーの趣味的な性格が強いバンドである。

## メンバー
- マーク・ノップラー (Mark Knopfler) - ボーカル、ギター
- ガイ・フレッチャー (Guy Fletcher) - キーボード、ボーカル
- スティーヴ・フィリップス (Steve Phillips) - ギター、ボーカル
- ブレンダン・クロッカー (Brendan Croker) - ギター、ボーカル ※2023年死去
- ポール・フランクリン (Paul Franklin) - ペダル・スティール (スタジオ・アルバム、1990年ツアーのみ)
- マーカス・クリフ (Marcus Cliffe) - ベース
- エド・ビックネル (Ed Bicknell) - ドラム (2002年公演4回)
- クリス・ホワイト (Chris White) - サクソフォーン (1990年)

## ディスコグラフィ

### スタジオ・アルバム
- 『ミッシング』 - Missing...Presumed Having a Good Time (1990年)

### シングル
- "Your Own Sweet Way" (1990年)
- "Feel Like Going Home" (1990年)
- "Will You Miss Me" (1990年)